# Аркадіуш Радомський
Аркадіуш Радомський (пол. Arkadiusz Radomski, нар. 27 червня 1977, Гнезно) — польський футболіст, що грав на позиції півзахисника.
Виступав, зокрема, за клуб «Геренвен», а також національну збірну Польщі.
Чемпіон Австрії. Дворазовий володар Кубка Австрії.

## Клубна кар'єра
У дорослому футболі дебютував 1993 року виступами за команду клубу «Лех», в якій провів один сезон, взявши участь лише у 2 матчах чемпіонату. 
Протягом 1994—1997 років захищав кольори команди клубу «Вендам».
Своєю грою за останню команду привернув увагу представників тренерського штабу клубу «Геренвен», до складу якого приєднався 1997 року. Відіграв за команду з Геренвена наступні вісім сезонів своєї ігрової кар'єри. Більшість часу, проведеного у складі «Геренвена», був основним гравцем команди.
Згодом з 2005 по 2010 рік грав у складі команд клубів «Аустрія» (Відень) та «Неймеген». Протягом цих років виборов титул чемпіона Австрії, ставав володарем Кубка Австрії.
Завершив професійну ігрову кар'єру у клубі «Краковія», за команду якого виступав протягом 2010—2012 років.

## Виступи за збірну
У 2003 році дебютував в офіційних матчах у складі національної збірної Польщі. Протягом кар'єри у національній команді, яка тривала 6 років, провів у формі головної команди країни 30 матчів.
У складі збірної був учасником чемпіонату світу 2006 року у Німеччині.

## Титули і досягнення
- Чемпіон Австрії (1):

«Аустрія» (Відень): 2005-2006
- Володар Кубка Австрії (2):

«Аустрія» (Відень):  2005-2006, 2006-2007
- Чемпіон Європи (U-16): 1993